# The Way We Are
The Way We Are è il secondo album studio del duo musicale statunitense Fleming and John commercializzato nel 1999.

## Tracce
1. Twinkel – 0:24
2. I'm So Small – 2:59
3. Sssh! – 3:32
4. The Pearl – 4:31
5. Comfortable – 4:02
6. Don't Let It Fade Away – 3:20
7. The Way We Are – 4:41
8. Radiate – 2:18
9. Ugly Girl – 1:17
10. Sadder Day – 4:58
11. Rain All Day – 4:36
12. Devil's Food – 3:49
13. Suppressed Emotions – 4:48
14. I Fall for You – 3:13
15. That's All I Know – 2:25
16. The Hidden Track – 4:26